# マリアーノ・フアリスティ・メンディサバル
マリアーノ・フアリスティ・メンディサバル（Mariano Juaristi Mendizabal, 1904年2月21日 – 2001年1月12日）は、スペイン・ギプスコア県アスコイティア出身のバスク・ペロタ選手（ペロタリス）。バスク人。一般的にはアターノ3世(Atano III)として知られている。バスク・ペロタの歴史上最高の選手のひとりとされている。1926年から1948年までプレーし、1940年に創設されたハンド・ペロタ1部リーグでは初回大会から4連覇（1940年・1942年・1944年・1946年）した。

## 経歴

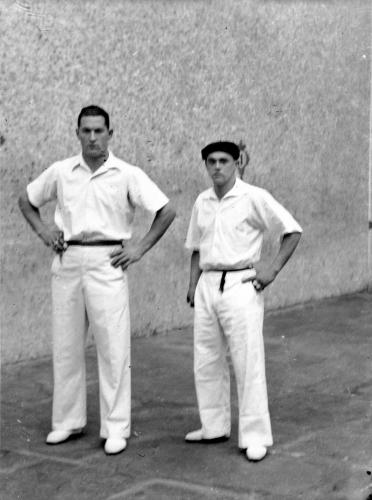
ガリャステギ（左）とアターノ3世（右）

1904年、マリアーノ・フアリスティ・メンディサバルはバスク地方のギプスコア県アスコイティアに生まれた。フアリスティ家のバシェリ（バスク地方特有の居住形態）の屋号はアターノ(Atano)であり、アターノ3世の登録名はこの屋号に由来している。父親はエスパドリーユ（麻製サンダル）を製造する靴職人だったが、フアリスティ家（アターノ家）はバスク・ペロタの家系として知られている。フアリスティ家からは6人がペロタ選手（ペロタリス）となり、1人がペロタ用のボールの製造者となった。アターノ3世の他には、アターノ3世の弟のアターノ7世も優れたバスク・ペロタ選手であり、アターノ1世、アターノ1世の息子のアターノ10世などもフアリスティ家出身である。
1920年にアスコイティア競技場でプロのペロタ選手としてデビューした。当時のペロタの一般的なプレースタイルは、重いリバウンドやゆっくりとしたプレーを特徴としていたため、アターノ3世はスピード、柔軟性、敏速なプレーや力強いサーブなどによって、すぐにこのスポーツの革命的な選手となった。アターノ3世は腕が脆弱なことでも知られており、ケガを防止するために、1か月に1試合しかプレーしなかった。1920年代にはエルゴイバル出身のサバラ2世、ゲタリア出身のウラシアなど、当時最高の選手を何人も破り、敗れたのはマルキナ＝シェメイン出身のアルタメンディ2世に対してだけだった。アターノ3世の連勝記録は、1926年に当時最高の選手で優勝者でもあるフアン・バウティスタ・アスカラテを破ったことで始まった。アターノ3世は両手でプレーすることができ、アスカラテは片手でしかプレーできなかったことが、アスカラテ戦での優勢につながったとされている。アスカラテ戦は3ゲーム制で行われ、アターノ3世は22-19、22-12、22-9でライバルを破った。この時代最後の試合は1927年1月1日にビルバオで行われた。当時の一般的な選手は1試合につき250ペセタを稼いだが、アターノ3世は1試合につき6,000ペセタを稼いだ。さらに、彼の腕の弱さが理由で頻繁に負傷することから、彼の試合には多くの観客が詰めかけた。常に頭にベレー帽を被り、「チャペラウンディ」（Txapelaundi、偉大なベレー帽）という愛称が付けられた。
1930年代のスペインは第二共和政やスペイン内戦などで混乱しており、1940年にハンド・ペロタ1部リーグが創設されるまで、アターノ3世は14年も待たねばならなかった。1940年の1部リーグ優勝決定戦ではチキート・デ・イラエタを22-8で破って初代優勝者となった。当時の1部リーグは2年ごとに開催されており、1942年、1944年、1946年にも優勝したアターノ3世は初回大会から4連覇を達成した。1942年は弟のアターノ7世を22-5で破り、1944年はフェリペを22-8で破り、1946年はアカレギを22-16で破った。1948年大会の優勝決定戦ではミゲル・ガリャステギに6-22で敗れた。引退後の1967年にはスポーツ功労メダルを受賞し、また、サン・セバスティアンでもっとも重要なペロタ競技場の名称がアノエタ競技場からアターノ3世競技場に改称された。1970年、アターノ3世競技場では後に政治家となるヨセバ・エロセギがフランシスコ・フランコの目前で焼身自殺を図る事件が起こった。晩年には歩くことが困難で車椅子で生活し、2001年1月12日に死去した。96歳だった。

## ハンド・ペロタ1部リーグ優勝決定戦
| 年     | 優勝         | 準優勝                 | スコア | 競技場                                   |
| ------ | ------------ | ---------------------- | ------ | ---------------------------------------- |
| 1940年 | アターノ3世  | チキート・デ・イラエタ | 22-08  | グロス競技場（サン・セバスティアン）     |
| 1942年 | アターノ3世  | アターノ7世            | 22-05  | グロス競技場（サン・セバスティアン）     |
| 1944年 | アターノ3世  | フェリペ               | 22-08  | デポルティーボ競技場（ビルバオ）         |
| 1946年 | アターノ3世  | アカレギ               | 22-16  | アステレナ競技場（サン・セバスティアン） |
| 1948年 | ガリャステギ | アターノ3世            | 22-06  | ベルガラ競技場（ベルガラ）               |